# Slaget vid Hannut
Slaget vid Hannut (som ej bör förväxlas med slaget vid Gembloux) var ett fältslag under andra världskriget som utkämpades under slaget om Belgien och som ägde rum mellan den 12 och 14 maj 1940 vid Hannut, Belgien. Det var den dittills största stridsvagnsstriden.
Tyskarnas huvudmål var att binda de starkaste delarna av den första franska armén och slå ut den från den tyska armégrupp A:s genombrott genom Ardennerna, såsom den beskrivs i den tyska operationsplanen Fall Gelb av general Erich von Manstein. Den tyska genombrytningen av Ardennerna planerades till den 15 maj, fem dagar efter tyskarnas anfall mot Nederländerna och Belgien. Förseningen var till för att lura de allierade att tro att genombrytningen skulle, i likhet med Schlieffenplanen under första världskriget, ske genom Belgien och sedan ner till Frankrike. När de allierade arméerna framryckte in i Belgien skulle de bli nedbundna av tyskarnas offensiva operationer i östra Belgien vid Hannut och Gembloux. Med den första franska arméns flank utsatt kunde tyskarna bryta sig in till Engelska kanalen som skulle omringa och förinta de allierade styrkorna. För den franska armén var planen i Belgien att förbereda sig för ett långvarigt försvar av Gembloux, cirka 38 kilometer väster om Hannut. Fransmännen skickade två pansardivisioner till Hannut för att fördröja den tyska offensiven och ge starka franska styrkor tid att förbereda sitt försvar vid Gembloux. Oavsett vad som hände i Hannut planerade fransmännen att retirera till Gembloux.
Tyskarna nådde området kring Hannut bara två dagar efter inledningen av invasionen av Belgien. Fransmännen vann flera taktiska förseningsstrider vid Hannut och retirerade till Gembloux som planerat. Men tyskarna lyckades binda ner ett flertal allierade styrkor vid Hannut, vilka skulle ha deltagit i den avgörande stöten genom Ardennerna.
Tyskarna misslyckades med att neutralisera den första franska armén fullständigt vid Hannut, trots att de vållade stora förluster och att det drog sig tillbaka till Gembloux. Där gjorde fransmännen återigen taktiska framgångar i slaget vid Gembloux mellan 14 och 15 maj. Efter slaget kunde den första franska armén, om än allvarligt nedslagen, dra sig tillbaka till Lille, där den försenade Wehrmacht och bidrog till den brittiska expeditionskårens flykt från Dunkerque.